# آمیوت ۱۲۰
آمیوت ۱۲۰ (به انگلیسی: Amiot_120) یک هواگرد ملخ‌پیشین تک‌موتوره از نوع بمب افکن ساخت شرکت Amiot است. هواگرد آمیوت ۱۲۰ نخستین پروازش را در ۱۹۲۵ میلادی انجام داد.